# 惠特尼 (緬因州)
惠特尼（英語：Whitney）是位於美國緬因州佩諾布斯科特縣的一個未組織地區。

## 地方資料
惠特尼的面積為46.90平方千米，當中陸地面積為28.30平方千米，而水域面積為18.60平方千米。根據2020年美國人口普查的數據，當地共有人口6人，而人口密度為每平方千米0.13人。